# نزلة المماليك
قرية نزلة المماليك هي إحدى القرى التابعة لمركز أهناسيا في محافظة بني سويف في جمهورية مصر العربية. حسب إحصاءات سنة 2006، بلغ إجمالي السكان في نزلة المماليك 3384 نسمة، منهم 1758 رجل و1626 امرأة.